# Orlando Poblete
Orlando Poblete Iturrate (7 de enero de 1955) es un abogado y académico chileno, que se desempeñó como ministro Secretario General de Gobierno entre 1987 y 1988, durante la dictadura del general Augusto Pinochet.

## Biografía
Se casó con María Olga Ortúzar Feliú, con quien tiene tres hijos.
En 1978 se tituló de abogado en la Universidad de Chile,  comenzó a ejercer como profesor de Derecho Procesal en diversos períodos en las universidades de Chile, Católica de Chile y en la Universidad de los Andes. En 1984 se convirtió en socio fundador del Instituto Chileno de Derecho Procesal.
Entre 1979 y 1987 fue asesor de la Presidencia de la República. En julio de 1987 fue designado por Augusto Pinochet como ministro secretario general de gobierno, cargo que ocupó hasta octubre de 1988.
En 1996 asumió como decano de la Facultad de Derecho de la Universidad de los Andes. Desde el 10 de marzo de 2004 hasta el 21 de enero del 2014, ejerció como rector de la misma casa de estudios, reemplazando a Óscar Cristi Marfil.
Luego de diez años, el 21 de enero del 2014 procedió a entregar el mando a José Antonio Guzmán Cruzat, elegido como nuevo rector de la Universidad de los Andes.